# Ospedale San Giuseppe (Empoli)

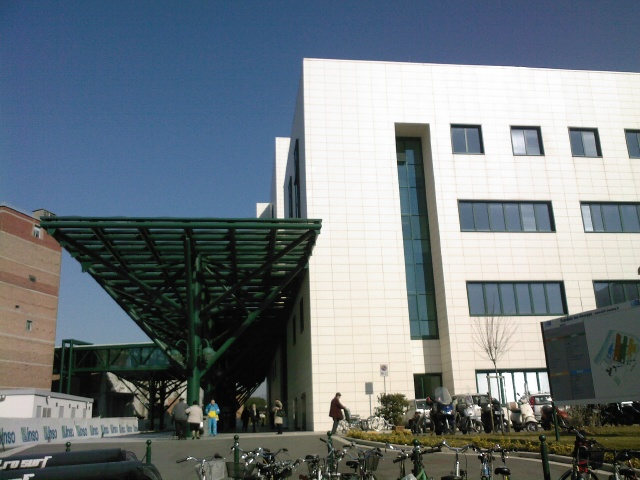
L'ospedale

L'ospedale San Giuseppe di Empoli è un ospedale situato in viale Boccaccio ad Empoli, in Provincia di Firenze.
L'edificio, che fa parte dell'Azienda Usl Toscana centro, è ripartito in due strutture distinte, poste una accanto all'altra e collegate tra di loro.
Con costruzione della seconda struttura, ed il notevole ingrandimento, l'ospedale ha assunto rilevanza provinciale.
Alcune sezioni della struttura più vecchia ospitano le sedi decentrate di alcune facoltà dell'Università degli Studi di Firenze.
Un altro complesso del San Giuseppe è posto nel centro storico della città in via Paladini.

## Storia
Le origini dell'ospedale risalgono al XVIII secolo e sono collegate all'eredità del dottor Giuseppe Del Papa, medico del granduca Gian Gastone, che con il suo testamento del 1734 lasciò tutti i suoi averi per l'istituzione di borse di studio a favore dei giovani empolesi. Successivamente, nel 1743, i rappresentanti della Comunità di Firenze inviarono una supplica al granduca affinché destinasse gli assegnamenti lasciati dal Del Papa alla costruzione di un ospedale. Avuto il consenso si procedette all'acquisto di un terreno vicino alla Porta fiorentina e si affidarono i lavori di costruzione a Filippo Billi. L'edificio, terminato nel 1749, fu definitivamente aperto il 19 marzo 1767; comprendeva due reparti separati per uomini e donne, una infermieria, un dormitorio per il personale, una cappella e vari annessi.
Le "Costituzioni per lo Spedale di San Giuseppe di Empoli", approvate nel 1765, regolarono la vita dell'istituto per quasi un secolo; l'ospedale per tutti gli aspetti amministrativi e decisionali dipese da quattro soprintendenti fiorentini, amministratori anche dell'eredità Del Papa, mentre agli affari gestionali in loco erano deputati tre operai ed un provveditore. L'ospedale, nel corso degli anni, poté contare anche su cospicui lasciti da parte di cittadini empolesi. Dopo l'Unità d'Italia il Consiglio comunale di Empoli cercò di ottenere il controllo dell'ospedale, fino ad allora di pertinenza degli amministratori dell'eredità Del Papa; dopo diversi anni nel 1865 il Ministero dell'Interno fece compilare due distinti statuti, uno per l'eredità Del Papa ed uno per l'Ospedale di San Giuseppe, respingendo di fatto le richieste del Comune. Solo nel secondo dopoguerra si arrivò a decretare che l'ospedale avesse un consiglio di amministrazione autonomo ed un nuovo Statuto, approvato il 31 dicembre 1946 ed entrato in vigore il 10 giugno 1948.
La nuova struttura ospedaliera è stata inaugurata nel 2008 in Via Boccaccio.
Attualmente l'ospedale fa parte dell'Azienda Usl Toscana centro.

## Strutture

### Struttura Nuova

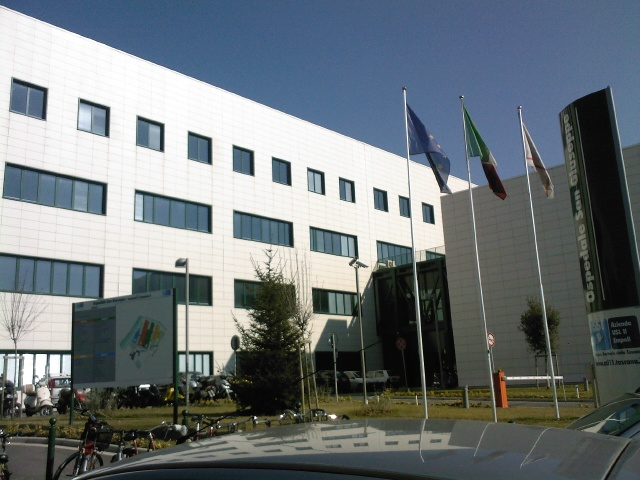
L'ospedale

La nuova struttura dell'ospedale San Giuseppe di Empoli, inaugurata nel 2008, raccoglie la maggioranza delle attività ospedaliere, che comunque si integrano (essendo addirittura collegati da un tunnel sospeso) con quelle della struttura già esistente, e si sviluppa su 43.402 metri quadrati e comprende quattro blocchi denominati “A”, “B”, “C” e “D”.
Il nuovo presidio ospedaliero dispone di circa 413 posti letto totali e di 8 sale operatorie, oltre alle sale parto.

### Struttura Vecchia
La vecchia struttura (di colore rosso) ospita diverse attività dell'Università di Firenze oltre che alcuni servizi ospedalieri.
In questo complesso dal 2013 è stato allestito un laboratorio di nanotecnologie.

## Servizi
- Area emergenza e terapie intensive:

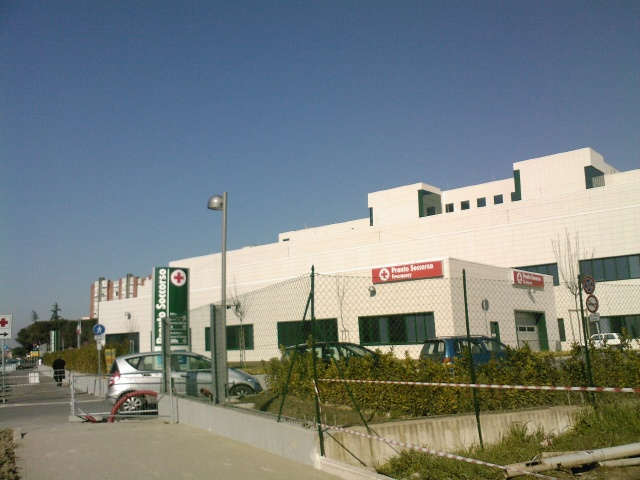
Il complesso

  - centrale operativa 118
  - pronto soccorso
  - cardiologia
  - UTIC
  - rianimazione
- Area materno infantile:
  - ostetricia
  - pediatria
  - cure neonatologiche
  - nursery

- Area medica:
  - medicina interna
  - gastroenterologia
  - pneumologia
  - day hospital medico
- Area chirurgica:
  - chirurgia generale
  - urologia
  - ortopedia / traumatologia
  - oculistica
  - otorinolaringoiatria
  - ginecologia
  - day surgery
- Attività ambulatoriali:
  - diagnostica di laboratorio
  - diagnostica per immagini
  - servizio trasfusionale
  - poliambulatorio specialistico